# Дыранас, Ахмет Мухип
Ахмет Мухип Дыранас (тур. Ahmet Muhip Dıranas, 1909 — 27 июня 1980) — турецкий поэт и писатель

.

## Биография
Родился в 1909 году в Стамбуле. В семье было двое детей, Ахмет и его сестра Фехмие. Отец писателя, Галип-эфенди, был неграмотным крестьянином, мать, Сениха-ханум, — образованной уроженкой Стамбула и дочерью дервиша.
В 1912 году Галип-эфенди был призван в армию, участвовал в Балканских войнах и Первой мировой войне, в том числе Галлиполийской кампании. После демобилизации семья отца семья Дыранаса поселилась в Синопе, в 1921 году переехала в Анкару.
Дыранас учился в юридическом лицее Стамбула и на департаменте философии Стамбульского университета. Работал в газете «Hakimiyet-i Milliye». Три года служил в армии, часть Дыранаса располагалась в Аграх. Впоследствии по мотивам своих воспоминаний о службе написал поэму «Агры» (тур. Ağrı), считающуюся одним из лучших его произведений.
После окончания военной службы работал чиновником. Дважды (в 1950 и 1958 годах) баллотировался в Великое национальное собрание от Республиканской народной партии, но не был избран.
Умер 27 июня 1980 в Анкаре.

## Творчество
Писать начал ещё во время учёбы в школе. Среди его школьных учителей были Ахмед Танпынар и Фарук Нафиз. Последний, впрочем, невысоко оценил стихи Дыранаса. Танпынар же поддержал начинающего поэта и познакомил его с творчеством Бодлера.
Первые произведения публиковал в любительском журнале «Талебе Меджмуасы» (тур. Talebe Mecmuası). Первая слава пришла к Дыранасу, когда на его творчество обратил внимание Абдулла Джевдет, перепечатавший его поэму, посвящённую смерти дяди, в журнале «Иджтихад» (тур. İctihad).
В 1974 году опубликовал свой первый и последний изданный при жизни сборник стихов.